# Neosqualodon

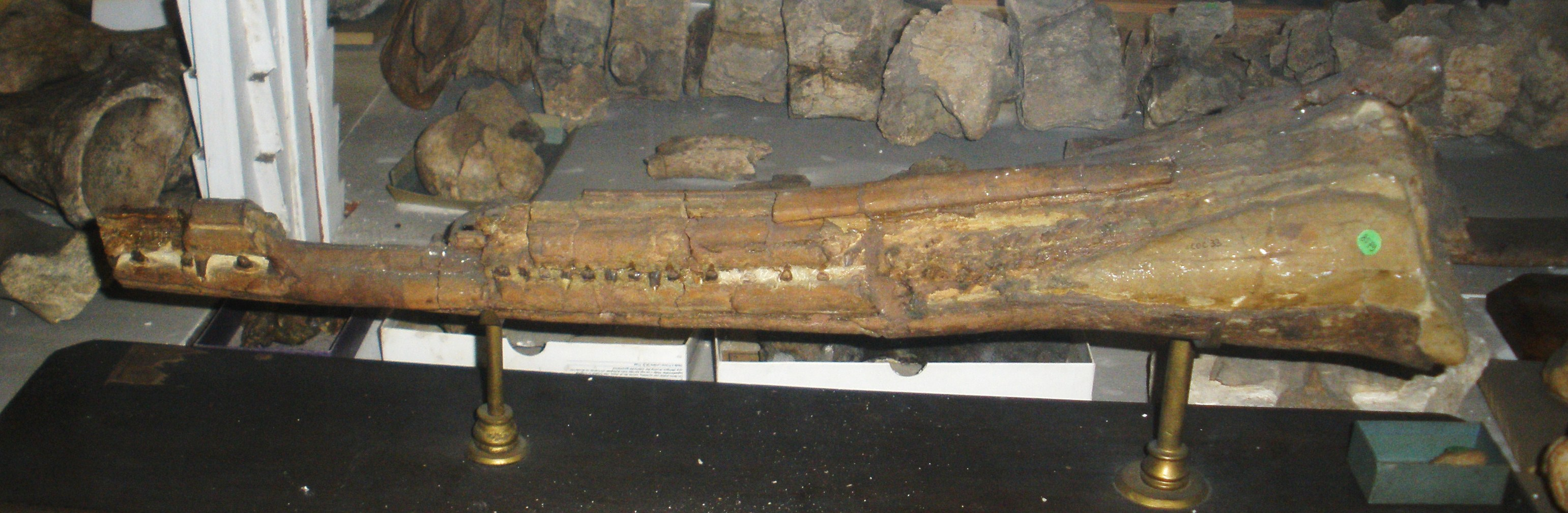
щелепа

Neosqualodon — вимерлий рід платаністуватих (Platanistoidea), які мешкали на території сучасної Італії в середньому міоцені (ланґі). Скам'янілості — переважно зуби та щелепи — були знайдені в формації Рагуза на Сицилії, які є більш міцними та коротшими, ніж у спорідненого роду Squalodon. Відомі два види: N. assenzae та N. gemellaroi, які відрізняються формою зубів. Очевидно, цей рід був ендеміком передсередземного моря пізнього олігоцену.